# روبن ستيوارت
روبن ستيوارت (بالإنجليزية: Robin Stewart)‏ هو ممثل بريطاني، ولد في 9 أكتوبر 1946 في الهند، وتوفي في 22 نوفمبر 2015 في المملكة المتحدة.

## وصلات خارجية
- روبن ستيوارت على موقع IMDb (الإنجليزية)
- روبن ستيوارت على موقع قاعدة بيانات الفيلم (الإنجليزية)